# Krankenhaus St. Carolus (Görlitz)
Das St. Carolus ist ein Krankenhaus der Regelversorgung im Görlitzer Stadtteil Rauschwalde. Es wurde 1927 gegründet und ist eines der zwei Krankenhäuser in der Stadt. Das Krankenhaus ist seit 2004 in Trägerschaft der Malteser. In den vier Fachabteilungen und drei weiteren Einrichtungen werden jährlich bis zu 5.200 stationäre und 6.400 ambulante Patienten von 220 Mitarbeitern behandelt. Das Krankenhaus hat 125 Betten.

## Geschichte
Das Krankenhaus wurde 1927 durch die Ordensgemeinschaft der barmherzigen Schwestern vom heiligen Karl Borromäus gegründet. Es verfügte über Abteilungen für Innere Medizin, Nerven-, Nasen- und Ohrenkrankheiten sowie über eine Röntgen- und Physiotherapie.
An der Planung und Gründung des Carolus-Krankenhauses hatte auch Albert Blau maßgebliche Anteile. Er war bis 1933 Chefarzt im Carolus-Krankenhaus. Auf Grund seines jüdischen Glaubens verlor er sein Amt nach der Machtübernahme der Nationalsozialisten. Heute ist eine Straße im Stadtteil Weinhübel nach ihm benannt.
Nach der Wende wurde das Krankenhaus durch zwei neugebaute Bettenhäuser erweitert. Auch der Altbau wurde grundlegend saniert und den neuen medizinischen Anforderungen angepasst. Die Borromäerinnen blieben bis zum Jahresende 2003 alleiniger Träger des Krankenhauses. Ab dem 1. Januar 2004 übernahmen die Malteser die Trägerschaft und gliederten das Haus in die Malteser Betriebsträgergesellschaft Sachsen gGmbH ein.

## Bauwerk
Das Krankenhaus wurde im ehemaligen Gutshaus des Ritterguts Rauschwalde eingerichtet. Das dritte Obergeschoss des schlichten Bauwerks ist durch ein umlaufendes Traufgesims abgesetzt. Das darüberliegende Geschoss besitzt Mansardfenster. In der Gebäudemitte befindet sich ein leicht ausragender Portalvorbau und auf dem Dachfirst ein Uhrenturm mit goldenem Kreuz.
Der historische Trakt erstreckt sich vom Hauptgebäude am Teich in nördlicher Richtung. Ihm schließt sich ein weiterer Gebäudeteil in Nordostrichtung an. Die neugebauten Bettenhäuser wurden beiderseits an das Hauptgebäude angebaut. Im Innenhof des historischen Gebäudeensembles befindet sich ein Park mit einer Kapelle.

## Fachabteilungen & Einrichtungen
- Innere Medizin
- Urologie
- Chirurgie
- Anästhesie und Intensivmedizin

Weiterhin verfügt das Krankenhaus über ein Schlaflabor, eine Behandlungseinrichtung für Diabetes Typ II und eine Palliativstation.